# .cx
.cx ist die länderspezifische Top-Level-Domain (ccTLD) der Weihnachtsinsel. Obwohl diese politisch zu Australien gehört, besitzt sie ein eigenes Kürzel gemäß ISO 3166 und daher auch eine eigene Top-Level-Domain.

## Geschichte
Die Endung existiert seit dem 24. April 1997 und wird von der Christmas Island Internet Administration verwaltet. Registrierungen von Adressen finden ausschließlich auf zweiter Ebene statt. Es gibt keine weiteren Beschränkungen, sodass jede natürliche oder juristische Person eine .cx-Adresse anmelden darf. Im Vergleich zu anderen Top-Level-Domains hat .cx eine begrenzte Bekanntheit erreicht, da zum Beispiel das Bild Goatse ursprünglich unter dieser Domain veröffentlicht worden war. Ungeachtet der liberalen Vergabekriterien spielt die Top-Level-Domain international kaum eine Rolle, die teuerste jemals verkaufte .cx-Domain war lasvegas.cx.